# بيمب ماي رايد
بيمب ماي رايد (بالإنجليزية: Pimp My Ride)‏ هو برنامج تلفزيوني أمريكي من إنتاج إم تي في، من تقديم مغني الراب إكزبت، والذي تم عرضه على إم تي في لمدة ستة مواسم من 2004 إلى 2007. كل حلقة تتكون من أخذ سيارة واحدة بحالة سيئة واعادتها وتعديلها. تم إجراء الترميم والتخصيص بواسطة ويست كوست كوستمز في المواسم الأربعة الأولى، ثم غالبن أوتو سبورت للمواسم 5–6.
كان للعرض العديد من الإصدارات الدولية، بما في ذلك بيمب ماي رايد المملكة المتحدة و بيمب ماي رايد الدولي (في وسط أوروبا) وإصدارات أخرى في البرازيل، العالم العربي، إندونيسيا، ودول البلطيق. كما أُنتجت برامج، بما في ذلك سلسلة تريك ماي تْرَكْ (للشاحنات) على سي إم تي.

## نسخة عربية

شعار برنامج دلع سيارتك

عُرضت نسخة العربية من البرنامج، وكانت باسم دلع سيارتك، حيث تم تقديمها من قبل هشام عبد الرحمن. بمساعدة كادر مهني، يقوم البرنامج على اختيار سيارة ذات وضعية غير جيدة لأحد المشتركين عن طريق القرعة. يتم إجراء تعديلات وتحسينات على السيارة المراد تطويرها وتحسين وضعها. وتتم كل هذه التعديلات بعيداً عن مرأى المتسابق، وعند انتهاء كافة التعديلات يتم عرضها على صاحب السيارة في نهاية الحلقة لرؤية ردة الفعل.

## روابط خارجية
- بيمب ماي رايد على موقع IMDb (الإنجليزية)
- بيمب ماي رايد على موقع ميتاكريتيك (الإنجليزية)
- بيمب ماي رايد على موقع كينوبويسك (الروسية)
- بيمب ماي رايد على موقع قاعدة بيانات الفيلم (الإنجليزية)